# Pico de la Entecada
Pico de la Entecada är en bergstopp i Spanien.   Den ligger i provinsen Província de Lleida och regionen Katalonien, i den nordöstra delen av landet, 400 km nordost om huvudstaden Madrid. Toppen på Pico de la Entecada är 2 257 meter över havet, eller 241 meter över den omgivande terrängen. Bredden vid basen är 5,4 km.
Terrängen runt Pico de la Entecada är mycket bergig.Runt Pico de la Entecada är det glesbefolkat, med 18 invånare per kvadratkilometer. Närmaste större samhälle är Vielha, 8,3 km öster om Pico de la Entecada. I omgivningarna runt Pico de la Entecada växer i huvudsak blandskog.